# Фінал кубка Німеччини з футболу 1953
Фінал Кубка Німеччини з футболу 1953 — фінальний матч розіграшу кубка Німеччини сезону 1952-53 відбувся 1 травня 1953 року. У поєдинку зустрілися ессенський «Рот-Вайс» та аахенська «Алеманія». Перемогу з рахунком 2:1 у здобув «Рот-Вайс».
| Володар Кубка Німеччини 1953    |
| ------------------------------- |
|                                 |
| «Рот-Вайс» (Ессен) Перший титул |

## Учасники
| Клуб       | Участей | Роки (жирним виділено перемоги) |
| ---------- | ------- | ------------------------------- |
| «Рот-Вайс» | дебют   | дебют                           |
| «Алеманія» | дебют   | дебют                           |

## Шлях до фіналу
| Раунд                                                   | Противник                  | Рахунок |
| ------------------------------------------------------- | -------------------------- | ------- |
| Перший раунд                                            | «Ян-1889» (Регенсбург) (Д) | 5–0     |
| 1/8                                                     | «Оснабрюк» (Д)             | 2–0     |
| 1/4                                                     | «Гамбург» (Д)              | 6–1     |
| 1/2                                                     | «Вальдгоф» (Д)             | 3–2     |
| (Д) = Вдома; (Г) = У гостях; (Н) = На нейтральному полі |                            |         |

| Раунд                                                   | Противник              | Рахунок                           |
| ------------------------------------------------------- | ---------------------- | --------------------------------- |
| Перший раунд                                            | «Ессен-Вест» (Н)       | 5–2                               |
| 1/8                                                     | «Нюрнберг»             | 3–3 дч (Г) 2–0 (Д) (перегравання) |
| 1/4                                                     | «Гамборн-07» (Д)       | 3–1                               |
| 1/2                                                     | «Ворматія» (Вормс) (Д) | 3–1                               |
| (Д) = Вдома; (Г) = У гостях; (Н) = На нейтральному полі |                        |                                   |

## Матч

### Деталі
| 1 травня 1953 |

| Рот-Вайс (Ессен)    | 2:1      | Алеманія (Аахен) |
| ------------------- | -------- | ---------------- |
| Ішлакер 32' Ран 52' | Протокол | Дерваль 56'      |

| Рейнштадіон, Дюссельдорф Глядачів: 40 000 Арбітр: Алоїш Райнгардт |

|  |  |

| В                |  | Фріц Геркенрат       |
| З                |  | Віллі Кехлінг        |
| З                |  | Віллі Гебель         |
| ПЗ               |  | Клеменс Вінтьєс      |
| ПЗ               |  | Гайнц Веверс         |
| ПЗ               |  | Пауль Янхель         |
| Н                |  | Бернгард Термат      |
| Н                |  | Фрітц Абромайт       |
| Н                |  | Аугуст Готтшальк (к) |
| Н                |  | Франц Іслакер        |
| Н                |  | Гельмут Ран          |
| Головний тренер: |  |                      |
| Карл Гоманн      |  |                      |

| В                 |  | Вільфрід Гайнрікс |
| З                 |  | Ганс Конен        |
| З                 |  | Герберт Метцен    |
| ПЗ                |  | Герд Ріхтер       |
| ПЗ                |  | Фред Янсен        |
| ПЗ                |  | Міхаель Пфайффер  |
| Н                 |  | Йозеф Шмідт       |
| Н                 |  | Юпп Дерваль       |
| Н                 |  | Гюнтер Шмідт      |
| Н                 |  | Райнер Гавелл     |
| Н                 |  | Роберт Гартманн   |
| Головний тренер:  |  |                   |
| Германн Ліндеманн |  |                   |